# 66000 Duilialoncao
66000 Duilialoncao este o planetă minoră (asteroid), cu un diametru de 6,148 km, din centura de asteroizi. A fost descoperită pe 20 iulie 1998 la osservatorio astronomico della Montagna Pistoiese⁠(d) de Andrea Boattini⁠(d). 
Obiectul prezintă o orbită caracterizată de o semiaxă mare de 3,0050724078044 UAi, o excentricitate de 0,21787888321583, o înclinație de 15,38443594453 ° în raport cu ecliptica.